# 叉足剑水蚤
叉足剑水蚤（学名：Cyclops furcifer）为剑水蚤科剑水蚤属的动物。分布于俄罗斯、英国、德国、法国、匈牙利、瑞典、波兰、阿尔及利亚以及中国大陆的新疆等地，一般栖息于小型的水域中。其生存的海拔范围为560至1150米。